# Apisai Ielemia
Apisai Ielemia est un homme politique tuvaluan, né le 19 août 1955 et mort le 19 novembre 2018 à Funafuti (Tuvalu).
Il est Premier ministre des Tuvalu du 14 août 2006 au 29 septembre 2010.
Apisai Ielemia représente l'atoll de Vaitupu au Fale i Fono, parlement des Tuvalu.

## Biographie
À l'issue des élections générales du 3 août 2006, le Premier ministre sortant Maatia Toafa est réélu député, mais tous les membres de son cabinet sont battus. Apisai Ielemia, qui faisait partie de l'opposition, est alors investi au poste de Premier ministre le 14 août. Il devint aussi ministre des Affaires étrangères. Sur les 15 députés de la chambre, le Fale i Fono, huit se regroupent, lors d'une cérémonie présidée par le gouverneur général Filoimea Telito, pour le choisir comme Premier ministre.
Lors des élections législatives de septembre 2010, Apisai Ielemia conserve son siège de député de Vaitapu, mais ne brigue pas sa réélection au poste de Premier ministre. Son prédécesseur Maatia Toafa lui succède.
En mai 2016, Ielemia est condamné pour corruption mais acquitté en appel en juin.